# Josefa de Óbidos
Josefa de Óbidos (n. 1630, Sevilla, Regatul Sevillei⁠(d), Coroana Castiliei – d. 22 iulie 1684, Óbidos, Estremadura⁠(d), Portugalia) a fost o pictoriță portugheză de origine spaniolă. Numele ei de naștere a fost Josefa de Ayala Figueira, dar și-a semnat lucrările ca „Josefa em Óbidos” sau „Josefa de Ayalla”. Toată lucrările ei au fost realizate în Portugalia, țara natală a tatălui ei, unde a locuit de la vârsta de patru ani. Aproximativ 150 de opere de artă i-au fost atribuite Josefei de Óbidos, ceea ce face ca aceasta să fie una dintre cele mai prolifice artiste baroce din Portugalia.

## Biografie
Josefa de Óbidos a fost botezată la Sevilla, Spania, la 20 februarie 1630; nașul ei a fost un important pictor din Sevilla, Francisco de Herrera cel Bătrân. Tatăl ei, Baltazar Gomes Figueira, a fost un pictor portughez din satul Óbidos. A plecat la Sevilla în anii 1620 pentru a-și îmbunătăți tehnica picturii și, în timp ce se afla acolo, s-a căsătorit cu Catarina de Ayala y Cabrera, andaluză la origine, care avea să devină mama Josefei. La 3 mai 1634, familia este înregistrată trăind în Óbidos cu ocazia botezului primului lor fiu, Francisco.
În 1644, Josefa este înregistrată ca internistă la Mănăstirea Augustiniană din Santa Ana din Coimbra, în timp ce tatăl ei se afla în Santa Cruz, o localitate din apropiere, lucrând la un altar pentru biserica Nossa Senhora da Graça. În timpul rezidenței la această mănăstire în 1646, Josefa a realizat gravuri ale Sfintei Ecaterina și a Sfântului Petru, acestea fiind cele mai vechi lucrări semnate ale sale. Prima pictură semnată de Josefa datează din 1647, o Căsătorie mistică a Sfintei Ecaterina de mici dimensiuni, realizată pe cupru și aflată la Museu Nacional de Arte Antiga din Lisabona, finalizată pentru Mănăstirea Augustiniană din Santa Cruz din Coimbra. În același an, a realizat alte picturi mici pe cupru, inclusiv o Scenă a Nașterii cu Sfântul Francisc și Sfânta Clara Adorând nou-născutul Hristos (colecție privată).
Cu ceva timp înainte de 1653, ea și familia ei au părăsit Coimbra și s-au stabilit în Óbidos, unde a contribuit cu o alegorie a Înțelepciunii la Novos estatutos da Universidade de Coimbra, o carte cu reguli pentru Universitatea din Coimbra, al cărei frontispiciu era decorat de tatăl său.
În deceniile care au urmat, Josefa a realizat mai multe altare religioase pentru biserici și mănăstiri din centrul Portugaliei, precum și picturi de portrete și natură moartă pentru clienții privați.
Testamentul Josefei este datat 13 iunie 1684. În acest document, artista este descrisă ca fiind „emancipată cu acordul părinților ei” și o „fecioară care nu s-a căsătorit niciodată”. Ea a murit la 22 iulie 1684 la vârsta de cincizeci și patru de ani, supraviețuindu-i mamei sale și celor două nepoate (tatăl ei murise la 27 decembrie 1674). A fost înmormântată în Biserica Sfântul Petru din Óbidos.

## Lucrări
Pe parcursul carierei sale, Josefa de Óbidos a primit numeroase comenzi publice importante pentru retabluuri și alte picturi ce urmau a fi expuse în biserici și mănăstiri din Portugalia centrală. Exemple includ cele șase pânze pentru retabluul Sfintei Ecaterina pentru biserica Santa Maria de Óbidos din 1661, șase tablouri reprezentând-o pe sfânta Tereza de Ávila (1672-1673) pentru Mănăstirea Carmelită din Cascais, o Adorare a păstorilor pentru mănăstirea Santa Madalena din Alcobaça (1669) și patru tablouri pentru Casa de Misericórdia din Peniche (1679).
Multe dintre picturile sale cu natura mortă, considerate specialitatea ei, sunt acum păstrate în Museu Nacional de Arte Antiga din Lisabona. Printre cele mai renumite naturi moarte ale sale numărându-se o serie de tablouri reprezentând lunile anului, pictate în colaborare cu tatăl ei și acum dispersate printre diverse colecții private; fiecare dintre aceste tablouri constau dintr-un peisaj în fundal cu natura moarta în prim plan, alcătuita din animale, fructe și legume consumate în luna respectivă. În timp ce aceste tablouri par a fi picturi seculare de natură mortă la suprafață, ele au, de asemenea, un sens religios și pot fi legate de religiozitatea franciscană. Un exemplu al unuia dintre tablourile sale religioase ar fi Mielul Pascal, care transmite idei de evlavie și sacrificiu. În general, aceste tablouri reprezintă trecerea timpului, inevitabilitatea morții și posibilitatea renașterii.
Portretul ei cel mai cunoscut este cel al lui Faustino das Neves, datat de la 1670, care se află în Muzeul Municipal din Óbidos.